# North Rail
North Rail Oy entstand ab dem 9. März 2023 mit der Übernahme der Operail Finland Oy durch Nurminen Logistics Oy.
Operail Finland Oy war die finnische Tochtergesellschaft des in Tallinn, Estland, ansässigen internationalen Transport- und Logistikunternehmens Operail.

## Geschichte
Zum Aufbau von Operail Finland wurden 50 Millionen Euro für die Beschaffung von Schienenfahrzeugen und der Schaffung der notwendigen Struktur für den Betrieb eines Eisenbahnverkehrsunternehmens investiert, um Güterverkehr auf finnischen Bahnstrecken durchzuführen.
Die Leitung des Unternehmens übernahm Ilkka Seppänen, die über Erfahrungen mit VR-Yhtymä, dem aus der finnischen Staatseisenbahn hervorgegangenen Logistikkonzern, verfügt. Während ihrer Laufbahn leitete Seppänen den Vertrieb und die Logistik des Schienengüterverkehrs der VR Group.
Im Januar 2023 gab die staatliche estnische Eisenbahngesellschaft Operail bekannt, dass sie einen Vertrag zum Verkauf ihrer Tochtergesellschaft Operail Finland unterzeichnet hat. Neuer Eigentümer wird das börsennotierte finnische Logistikunternehmen Nurminen Logistics. Für 27,7 Millionen Euro soll Nurminen Operail Finland vollständig übernehmen. Das Unternehmen wird dann an die Tochtergesellschaft North Rail Holding Oy übergehen, an der Nurminen Logistics 79,8 % und weitere Investoren 20,2 % der Aktien besitzen.
Der Name, das Logo und die VKM-ID von Operail sind vorerst erhalten geblieben. Ilkka Seppänen, CEO von Operail Finland, bleibt bis 2024 CEO von North Rail und geht dann in den Ruhestand.

### Betrieb
Operail
Die finnische Transport- und Kommunikationsagentur Traficom hat das Managementsystem von Operail Finland Oy genehmigt. Im Mai 2020 erhielt das Unternehmen die Lizenz, Schienenverkehr auf finnischer Eisenbahninfrastruktur zu betreiben. Das Unternehmen hat dazu neun sechsachsige Dr20-Diesellokomotiven von Wabtec erworben. Die ersten Lokomotiven trafen im Juni 2020 in Finnland ein und wurden im August 2020 auf der Strecke Kouvola–Iisalmi getestet. Am 3. November 2020 wurde der Verkehr aufgenommen.
Für den Rangierverkehr erhielt Operail 2021 eine dieselelektrische Lokomotive der Reihe Dr21.
North Rail
North Rail fuhr am 17. April 2023 seinen ersten Ammoniakzug von Kouvola nach Ruokosuo bei Siilinjärvi für den Düngemittelhersteller Yara. Zweimal pro Woche verkehrt ein Zugpaar. Das Unternehmen beabsichtigte, am 20. Juni 2023 den Verkehr zwischen dem Düngemittelwerk Hangonsaari (bis 1. Juni 2003 Rikkihappo) und Kouvola über Uusikaupunki mit zwei wöchentlichen Zugpaaren aufzunehmen. Ammoniak wird auf dem Seeweg nach Uusikaupunki und von dort per Bahn zu den Yara-Anlagen in Siilinjärvi transportiert. Ab dem 3. Mai 2023 sind auf dieser Strecke die Lokomotiven der Baureihe North Rail Dr21 im Regelbetrieb eingesetzt.

## Verkehr
Operail war vor allem für Rauanheimo tätig und transportiert trockenes Schüttgut auf der Strecke von der Grenzstation Vainikkala zum Hafen von Koverhar in Hanko. Rauanheimo ist Finnlands führender Hafenbetreiber und mit über 200 Mitarbeitern in allen wichtigen Häfen Finnlands tätig.
Im Gegensatz zur bisherigen Muttergesellschaft Operail transportierte Operail Finland weiterhin auch Güter aus und nach Russland. Die westlichen Sanktionen gegen Russland haben jedoch zu einem starken Rückgang des Geschäfts der Gesellschaft geführt, die 2022 mit einem Verlust von 3,5 Mio. Euro abschloss.
Ab dem 3. Mai 2023 setzt North Rail die Lokomotiven der Baureihe Dr21 von Kouvola nach Ruokosuo bei Siilinjärvi für den Düngemittelhersteller Yara im Regelbetrieb eingesetzt.